# Batalhões patrióticos (Brasil)

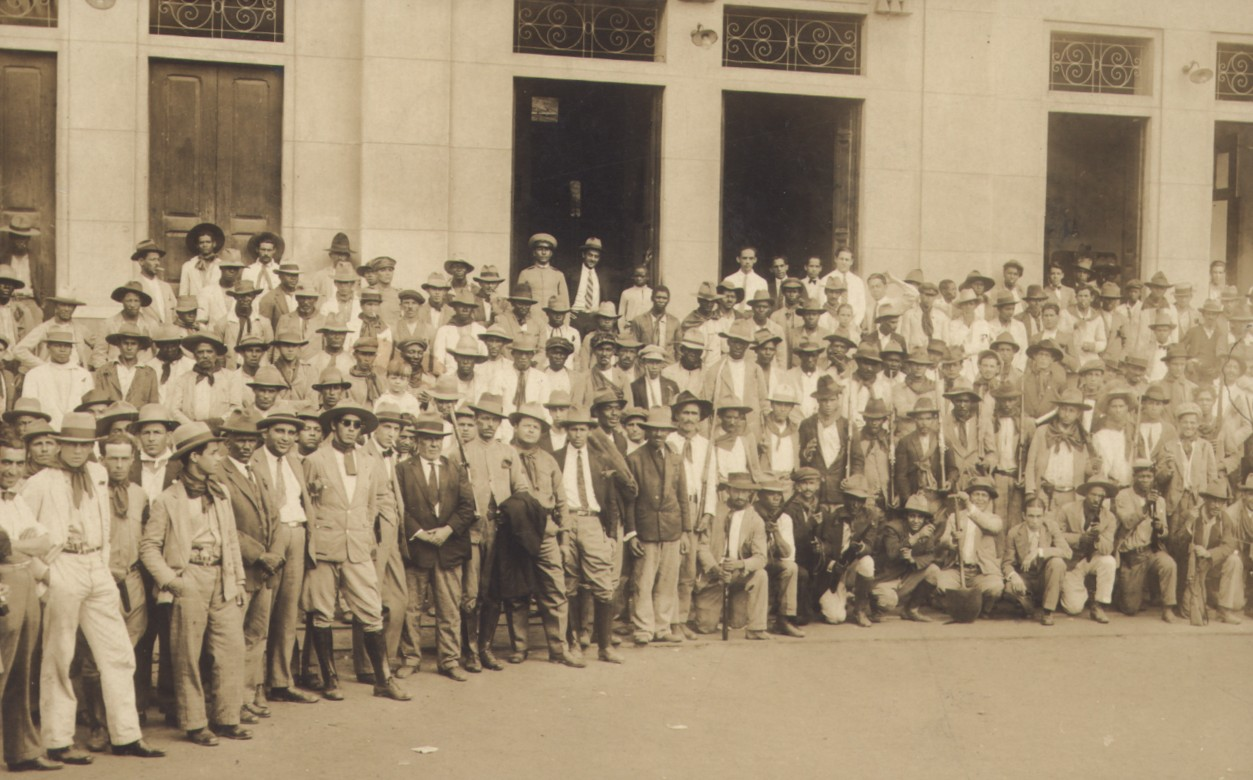
Voluntários na Revolução de 1930

Na história militar do Brasil, os batalhões patrióticos eram forças paramilitares irregulares, normalmente de voluntários civis, mobilizados em tempos de crise. Eram formados por chefes locais e podiam ser remunerados pelos chefes ou pelo governo. Sua eficácia em combate era variável. Os batalhões dos coronéis do interior não eram adaptados à guerra convencional, à artilharia e, afora nos Pampas, à cavalaria. Por outro lado, foram eficazes numa guerrilha tipicamente brasileira e sertaneja.
Outras forças irregulares nesse período incluíam os "corpos provisórios" que auxiliavam a polícia no Rio Grande do Sul, as tropas de bandoleiros, como no cangaço, e os batalhões estrangeiros de imigrantes na Revolta Paulista de 1924. O Exército Brasileiro não era a única força terrestre, e havia ainda a Guarda Nacional, até 1918, e os "pequenos exércitos estaduais", as Forças Públicas.
Uma das formas dos batalhões era a de peões e capangas de chefes políticos locais, permitindo-os peitar subordinados, oponentes e o Exército. Grupos armados de coronéis como Floro Bartolomeu, Franklin de Albuquerque e Antônio Ramos Caiado eram comuns. As milícias particulares eram um pilar de seu poder. Na forma dos batalhões patrióticos, davam continuidade ao papel da Guarda Nacional no interior. Sua mobilização na década de 1920 já foi descrita como "um último rebento das milícias do ancien régime". A existência dessas milícias afrontava a autoridade das forças policiais e militares regulares, mas elas representavam interesses políticos poderosos. O gradual fortalecimento do Exército, expandindo graças à conscrição (a Lei do Sorteio), e a centralização política após a Revolução de 1930 levaram ao enfraquecimento desses coronéis.
Suas origens remontam às tropas negras de Henrique Dias e indígenas de Filipe Camarão na Insurreição Pernambucana, durante o século XVII. Batalhões patrióticos combateram na Guerra da Independência do Brasil (1822–1824). Na Bahia toda a sociedade participou. Nas décadas seguintes "batalhões patrióticos" participavam do Festa da Independência da Bahia, em Salvador, à semelhança de blocos de Carnaval. Batalhões patrióticos de republicanos radicais, os "jacobinos", proliferaram no Rio de Janeiro durante o governo de Floriano Peixoto (1891–1894). Eles pertenciam ao Ministério da Guerra e eram liderados por oficiais do Exército. Sua composição social era heterogênea e diferente dos batalhões dos coronéis; havia inclusive um Batalhão Acadêmico elitizado. A formação de batalhões foi notável na região Sul. O governo federal recorreu aos batalhões dos coronéis durante sua perseguição à Coluna Prestes, distribuindo um grande número de armamentos modernos. Até mesmo os cangaceiros de Virgulino Ferreira da Silva, o "Lampião", foram incorporados. Eles eram uma forma de descentralizar as forças legalistas em regiões de difícil acesso, como o interior do Ceará. Ambos os lados na Revolução de 1930 recorreram aos batalhões.